# Eubeberg
Der Eubeberg, auch Eube, früher „Iffen“ oder „Eiben“ genannt, ist ein etwa 820 m ü. NHN hoher Berg  im Mittelgebirge Rhön. Er liegt bei Schwarzerden im hessischen Landkreis Fulda.

## Geographie

### Lage
Der Eubeberg erhebt sich im Naturpark Hessische Rhön und im Biosphärenreservat Rhön. Sein Gipfel liegt im Gemeindegebiet von Poppenhausen etwa 700 m südöstlich des Rodholzer Weilers Schwarzerden (zu Poppenhausen) sowie 2 km nordöstlich von Maiersbach, 1,8 km westlich von Obernhausen und 1,5 km nördlich von Schachen (alle zu Gersfeld). Die Grenze der Gemeinde Poppenhausen zur Stadt Gersfeld verläuft knapp 200 m südlich des Gipfels.
Nordöstlich im Übergangsbereich zur Wasserkuppe liegt die Quelle der Lütter. Südöstlich der Gipfelregion entspringt der Maiersbach. Etwas östlich vorbei am Berg fließt in ihrem Oberlauf die Fulda.

### Naturräumliche Zuordnung
Der Eubeberg gehört in der naturräumlichen Haupteinheitengruppe Osthessisches Bergland (Nr. 35), in der Haupteinheit Hohe Rhön (354) und in der Untereinheit Zentrale Rhön (Hochrhön; 354.1) zum Naturraum Wasserkuppenrhön (354.10). Seine Landschaft fällt besonders nach Südwesten in den zur Untereinheit Kuppenrhön (Vorder- und Kuppenrhön; 353.2) zählenden Naturraum Milseburger Kuppenrhön (Westliche Kuppenrhön; 353.21) ab.

### Berghöhe
Der Eubeberg ist etwa 820 m hoch. In topographischen Karten ist knapp 200 m nordwestlich seines Gipfels die Höhenangabe 814,4 m zu finden. Von der Gipfelregion leitet die Landschaft nach Osten zu einer namenlosen Kuppe von etwa 850 m Höhe über und von dort nach Norden zur Wasserkuppe (950 m).

## Schutzgebiete
Auf dem Eubeberg, der besonders mit Ausnahme seiner Gipfelregion und Nordflanke bewaldet ist, liegen Teile des Naturschutzgebiets Eube (CDDA-Nr. 318379; 1997 ausgewiesen; 1,3517 km² groß), des Landschaftsschutzgebiets Hessische Rhön (CDDA-Nr. 378477; 1967; 410,3172 km²), des Fauna-Flora-Habitat-Gebiets Hochrhön (FFH-Nr. 5525-351; 48,0962 km²) und des Vogelschutzgebiets Hessische Rhön (VSG-Nr. 5425-401; 360,8013 km²).

## Geschichte
Die über den Eubeberg verlaufende Grenze von Poppenhausen und Gersfeld ist zum Teil identisch mit der alten Grenze zwischen dem Hochstift Fulda und der Herrschaft derer von Ebersberg genannt von Weyhers. Die „Versteinung“ der Grenze (die damals aufgestellte Abfolge von Grenzsteinen) aus dem Jahre 1780 ist teilweise noch vorzufinden. Hier oben liegt auch die spätmittelalterliche Wüstung Hemmhauck, von der noch Spuren zu entdecken sind.

## Verkehr und Wandern
Westlich vorbei am Eubeberg führt von Abtsroda im Norden kommend nach und durch Schwarzerden und Schachen die Achse der Kreisstraßen 160 und 41, auf der ein Teil des Hochrhönrings verläuft. Von der K 41 zweigt in Schachen als Stichstraße die K 95 ab, die auf die Südostflanke des Berges führt. Die K 41 trifft am Ostrand von Gersfeld auf die östlich vorbei am Eubeberg nach Obernhausen führende Bundesstraße 284, auf der auch ein Teil des Hochrhönrings verläuft. Von dieser Straße zweigt nordöstlich von Obernhausen in Richtung Nordwesten – ebenfalls im Rahmen dieses Rings – die Landesstraße 3068 ab, die über die östlichen Hochlagen der Wasserkuppe nordwestwärts nach Abtsroda und dann als L 3307 durch Sieblos und Tränkhof zum südwestlich befindlichen Poppenhausen führt. Von dort verläuft der Ring im Rahmen der K 41 durch Rodholz und trifft auf die eingangs genannte Straßenachse.
Zum Beispiel an diesen Straßen beginnend kann der Eubeberg auf Wegen und Pfaden erwandert werden. Über den östlich des Berges gelegenen Bergkamm, der sich von der Wasserkuppe südwärts nach Gersfeld erstreckt, führt ein gemeinsamer Abschnitt der Europäischen Fernwanderwege E3 und E6. Früher gab es auf dem Nordhang einen Skilift.